# Burzovní makléř

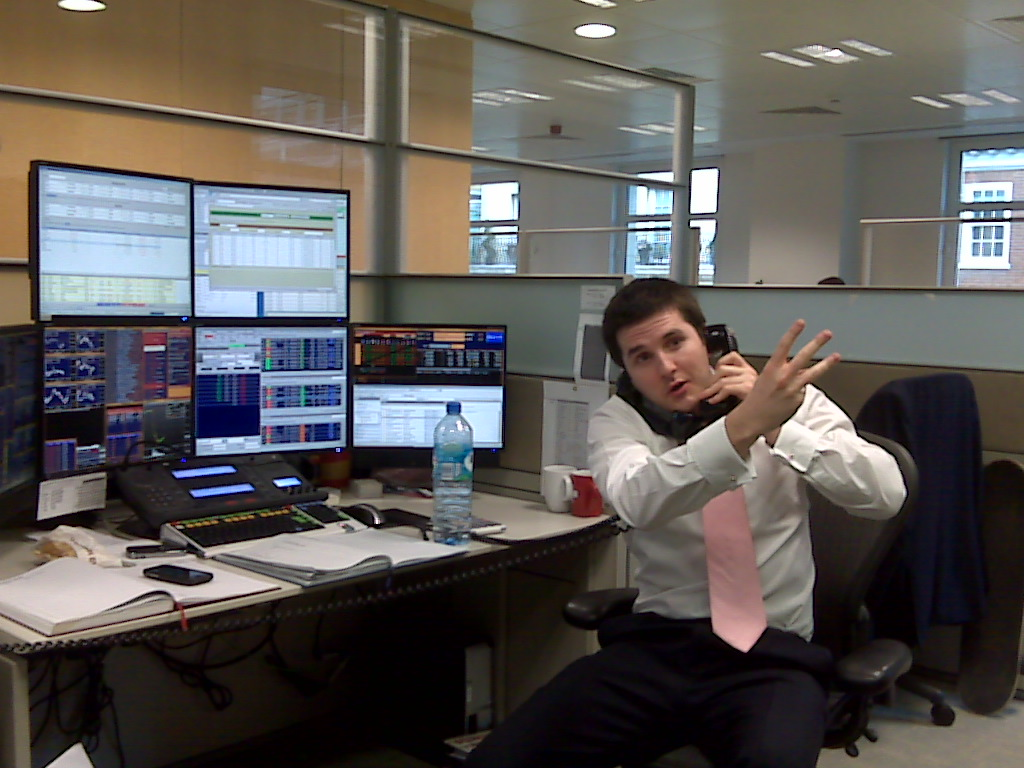
Burzovní makléř, za ním Bloomberg Terminal, zařízení pro přístup k elektronické obchodní platformě Bloomberg Professional firmy Bloomberg

Burzovní makléř nebo investiční makléř (angl. trader nebo stockbroker) zprostředkovává nákup a prodej finančních nástrojů jako jsou akcie, dluhopisy, komodity a deriváty. Tato fyzická osoba je zaměstnancem obchodníka s cennými papíry. Tento člověk má odborné znalosti fungování kapitálových trhů a patřičné legislativy.
V České republice je investiční makléř povinen složit zkoušku odborné způsobilosti na kapitálových trzích podle vyhlášky ČNB č. 143/2009 Sb., o odbornosti osob, pomocí kterých provádí obchodník s cennými papíry své činnosti z 16. června 2009. Podle ní je „investičním makléřem osoba, která provádí pokyny na účet zákazníka nebo uskutečňuje obchody na vlastní účet týkající se investičních nástrojů nebo upisování nebo umisťování investičních nástrojů se závazkem nebo bez závazku jejich upsání“.
Obchodovat s cennými papíry mohou firmy pouze skrze investičního makléře, vázaného zástupce nebo investičního zprostředkovatele.